# James Gadsden
James Gadsden (n. 15 mai 1788, Charleston, Carolina de Sud, SUA – d. 26 decembrie 1858, Charleston, Carolina de Sud, SUA) a fost un diplomat, militar și om de afaceri american, după care s-a dat numele Achiziției Gadsden, teritoriu pe care Statele Unite le-au cumpărat de la Mexic și care au devenit porțiunea sudică a statelor Arizona și New Mexico. James Gadsden a servit ca adjutant general al Armatei SUA între 13 august 1821 – 22 martie 1822. Între 1853 și 1856, el a servit ca ambasador al Statelor Unite în Mexic. El era cunoscut de regulă ca „generalul Gadsden”, deși nu a avut niciodată un grad mai înalt decât cel de colonel.

## Biografie
Se cunosc puține despre viața de Gadsden, și mai puține despre copilărie. Se știe că s-a născut în Charleston, Carolina de Sud, în 1788, și că era nepot al eroului din Războiul de Independență Christopher Gadsden⁠(d), după care s-a dat numele drapelului Gadsden. Se știe și că și-a luat diploma de licență de la Universitatea Yale din Connecticut, absolvind în 1806.

### Serviciul militar
Imediat după absolvire, Gadsden a intrat în Armata SUA. El a servit ca ofițer sub comanda generalului Andrew Jackson, care avea să fie ales președinte în 1828⁠(d). Gadsden a servit apoi sub generalul Jackson, atât în timpul Războiului din 1812 împotriva Armatei Britanice, cât și, între 1816 și 1821, în protejarea graniței sudice a SUA de raiduri — ale amerindienilor, maroonilor⁠(d) (sclavi evadați și descendenții lor) — pornite din Florida spaniolă⁠(d). Ca parte a acestui efort, Jackson l-a îndrumat pe Gadsden, membru al Corpului de Geniști⁠(d), să construiască un fort pe locul Prospect Bluff⁠(d). Jackson l-a numit ulterior Fort Gadsden⁠(d). Gadsden a contribuit și la înființarea Fortului Brooke⁠(d) împreună cu George Mercer Brooke⁠(d) pe locul actualului oraș Tampa, Florida.

### Expulzarea seminolilor
Gadsden a hotărât apoi să renunțe la Armata SUA, și a devenit proprietar de plantație în Florida; el a servit în Legislativul Teritorial al Floridei. Gadsden a fost numit în 1823 comisar însărcinat cu organizarea și expulzarea majorității membrilor tribului indian Seminole⁠(d) din casele lor din Florida și sudul Georgiei, de-a lungul așa-numitului „drum al lacrimilor” spre rezervațiile amenajate pentru ei în ceea ce este astăzi statul Oklahoma.
Ani mai târziu, comitatul Gadsden, Florida, a fost numit în onoarea lui, și la fel și orașele Gadsden, Alabama⁠(d), și Gadsden, Arizona⁠(d).

### Director de cale ferată
Mai târziu, Gadsden a servit ca președinte al companiei South Carolina Railroad⁠(d) între 1840 și 1850. Când a fost finalizată în anul 1833, linia era cea mai lungă cale ferată din lume aflată sub un singur management. Ca inginer, el a coordonat construcția ramificației către Columbia, terminată în 1842, a făcut un studiu pentru o propunere de prelungire până la Râul Ohio, și a contribuit la promovarea căii ferate Memphis & Charleston, încorporată în 1845 (finalizată în anul 1857, a fost prima cale ferată americană de legătură între Oceanul Atlantic și fluviul Mississippi, dar cu mult timp după ce Gadsden și-a îndreptat atenția în altă parte). Prin 1846, Gadsden și asociații săi a promovat construirea căii ferate transcontinentale de sud de la Atlantic la Oceanul Pacific. O hartă de pe la sfârșitul anilor 1840 arată această cale ferată ca având un ipotetic traseu sudic din Charleston prin Georgia, Alabama, Mississippi, Louisiana, Texas către El Paso, Texas, și apoi prin Mexic până la coastă, prin ceea ce, în câțiva ani, urma să fie teritorii americane nou-dobândite după războiul din 1846-1848 cu Mexicul.
Mare parte din granița dintre Statele Unite și Mexic fusese lăsată nejustificat de vag definită prin tratatul de la Guadalupe Hidalgo, care a fost semnat și ratificat de către Statele Unite și Mexic în anul 1848. Gadsden avea să joace un rol important în revizuirea frontierei, cu scopul de a construi o cale ferată transcontinentală pe la sud (a se vedea mai jos și articolul despre Achiziția Gadsden). 

### California
În 1850, Gadsden a susținut secesiunea Carolinei de Sud, după ce California a fost admisă în Uniune ca stat liber. Gadsden considera sclavia o „binecuvântare socială” și pe aboliționiști „cel mai mare blestem al națiunii”.
Când propunerea de secesiune a fost respinsă, Gadsden, împreună cu vărul său Isaac Edward Holmes⁠(d), avocat în San Francisco în anul 1851, și cu senatorul statului California Thomas Jefferson Green⁠(d), a încercat să împartă California în două. Ei au propus ca jumătatea sudică să permită sclavia. Gadsden intenționa să organizeze o colonie cu sclavi unde să cultive orez, bumbac și zahăr. El voia să folosească sclavi pentru a construi o cale ferată și o șosea de la San Antonio sau de pe Red River⁠(d), care să transporte oameni la minele de aur din California. În acest scop, la 31 decembrie 1851, Gadsden i-a cerut lui Green să-i asigure din partea legislativului Californiei un teren întins situat între paralelele de 34 și 36 de grade; în cele din urmă, el dorea ca acesta să servească drept linie de demarcație între două Californii.
Câteva luni mai târziu, Gadsden și 1.200 de potențiali coloniști din Carolina de Sud și Florida au depus o petiție la legislativul Californiei pentru cetățenie permanentă și permisiunea de a stabili un district rural care să fie exploatat de „nu mai puțin de două mii de domestici africani”. Petiția a stimulat o oarecare dezbatere, dar în cele din urmă a fost îngropată în comisie.

### Achiziția Gadsden
În urma războiului dintre Mexic și Statele Unite, disputele pe marginea noii granițe a adus cele două țări în pragul unui nou conflict în Valea Mesilla⁠(d) din New Mexico, la nord de El Paso. În mai 1853, președintele Franklin Pierce l-a numit Gadsden trimis extraordinar și ministru plenipotențiar în Mexic, cu instrucțiuni să mai cumpere teritoriu mexican, ca parte a lămuririi controversei din Mesilla, pentru viitoarea rută de cale ferată prin sudul a ceea ce astăzi sunt statele New Mexico și Arizona, pentru a pune capăt posibilității litigiilor privind controlul asupra apașilor din zona frontierei, și pentru mai multe alte probleme minore.
Gadsden a îndeplinit cu succes această misiune negociind cu guvernul mexican la Ciudad de México pentru achiziționarea unui teritoriu mexican pentru extremitatea sudică a statelor New Mexico și Arizona, și stabilind granița dintre Statele Unite și Mexic ca fiind două segmente de linie între Rio Grande la extremitatea vestică a Texasului până la Râul Colorado, la limita estică a Californiei. Acest tratat este cunoscut sub numele de „Tratatul lui Gadsden”, și a dus la Achiziția Gadsden de la Mexic cu o suprafață de 78000 km² în nordul Mexicului în schimbul a 10.000.000 de dolari.
În toamna anului 1856 s-a retras din funcția de ministru în Mexic, și s-a întors la Charleston, unde a murit în 1858. Criza secțională de la sfârșitul anilor 1850 și, ulterior, Războiul Civil, au amânat construcția căii ferate transcontinentale din California de-a lungul paralelei 32, imediat la nord de granița mexicană. Între 1878 și 1881, totuși, Southern Pacific Transportation Company⁠(d) (acum parte a Union Pacific Railroad) a construit secțiunea de sud transcontinentală între Yuma și El Paso pe teritoriul Achiziției Gadsden. În același timp, în 1880-1882, calea ferată Atchison, Topeka și Santa Fe⁠(d) a finalizat o legătură transcontinentală prin Achiziția Gadsden și apoi spre sud-vest până la un punct terminus în portul din Guaymas, statul Sonora, Mexic. Finalizată la 25 octombrie 1882, această linie a fost achiziționată mai târziu de Southern Pacific. Astăzi, legătura feroviară prin Achiziția Gadsden de pe transcontinentala sudică este una dintre cele mai aglomerate din Emisfera de Vest.
Teritoriul cumpărat prin Achiziția Gadsden conține locul pe care avea să se dezvolte al doilea cel mai mare oraș al statului Arizon, Tucson, odinioară oraș presidio spaniol, orașele mai mici Casa Grande⁠(d), și Yuma, Arizona, Lordsburg,Deming, New Mexico, și a doua zonă metropolitană din New Mexico, Las Cruces, în Valea Mesilla, și a definit statutul zonei de la nord de râul Gila, care mai târziu a devenit zona metropolitană Phoenix, Scottsdale, Mesa, Glendale, și Tempe, Arizona. Mare parte din teritoriul de la sud de Phoenix, unde se făcuseră planuri de construire a unei căi ferate transcontinentale, este deșert nepotrivit pentru locuire umană importantă. Aproape tot acest teren aflat în proprietate federală a fost în cele din urmă rezervat ca o rezervație de amerindieni întinsă și rarefiat populată, poligoane de tir și de exerciții militare ale Forțelor Aeriene Americane, Monumentul Național Orga Cactus⁠(d), Refugiul Național pentru Animale Sălbatice Cabeza Prieta⁠(d), Monumentul Național Pădurea Coronado⁠(d), Monumentul Național Deșertul Sonora⁠(d), Monumentul Național Pădurea Ironwood⁠(d), Parcul Național Saguaro⁠(d), și rezervația militară Fort Huachuca⁠(d) a Forțelor Terestre americane.
Gadsden a fost înmormântat în cimitirul bisericii Sf. Philips din Charleston, Carolina de Sud.